# Luchthaven Buchanan
Luchthaven Buchanan (IATA: UCN, ICAO: GLBU) is een vliegveld in Buchanan, Liberia.